# Pujol Petit
El Pujol Petit és una muntanya de 286 metres que es troba al municipi de Sitges, a la comarca del Garraf.